# Tarsius fuscus
Tarsius fuscus (лат.), или тёмный долгопят — вид приматов семейства долгопятовые.

## Таксономия
Вид был описан в 1804 году, позже был признан младшим синонимом восточного долгопята (T. tarsier), затем был снова выделен в отдельный вид. Таксономия долгопятов с острова Сулавеси всегда была дискуссионна. Данный вид дважды по неосторожности переименован, сначала как T. fuscomanus Этьенном Жоффруа в 1812 году, затем как T. fischeri Германом Бурмейстером в 1846 году. В 1953 году Уильям Хилл пришёл к выводу, что типовой местностью для восточного долгопята являются окрестности Макасара, а не остров Амбон, в результате чего T. fuscus был признан синонимом T. spectrum. Последний позже в свою очередь был признан синонимом T. tarsier, после чего в 2010 году Колин Гровс оставил видовое название T. tarsier для популяции с острова Селаяр, выделив в отдельный вид долгопятов из Макассара и восстановив для них видовое название T. fuscus.

## Описание
Шерсть в целом красновато-коричневая, кончик хвоста чёрный. От других долгопятов отличается более короткими черепом и челюстью, а также более короткими задними конечностями. Соотношение длины хвоста к длине туловища также меньше, чем у родственных видов, составляя от 143 до 166 %.

## Распространение
Встречается в Индонезии на юго-западном полуострове острова Сулавеси в районе города Макассар.